# Hamengkubuwono
Hamengkubuwono (auch Hamengkubuwana) ist der Name der regierenden Dynastie der Sultane in der indonesischen Region Yogyakarta. Das Sultanat Yogyakarta entstand 1755 bei der Teilung des Reichs von Mataram und geriet im Laufe des 19. Jahrhunderts unter die Protektion von Niederländisch-Indien. Nach der Unabhängigkeit Indonesiens wurde der Sultan 1950 Gouverneur der Region Yogyakarta.   
Die Liste der Herrscher:
- Hamengkubuwono I., eigentlich Raden Mas Sujanam, bekannt auch als Prinz Mangkubumi, erster Sultan von Yogyakarta (1755–1792)
- Hamengkubuwono II. (1792–1810 und 1811–1812)
- Hamengkubuwono III. (1810–1811 und 1812–1814)
- Hamengkubuwono IV. (1814–1823 und 1826–1828)
- Hamengkubuwono V. (1823–1826 und 1828–1855)
- Hamengkubuwono VI. (1855–1877)
- Hamengkubuwono VII. (1877–1921)
- Hamengkubuwono VIII. (1921–1939)
- Hamengkubuwono IX. (1940–1988)
- Hamengkubuwono X. (seit 1989)